# Maria De Mattias
Maria De Mattias, född 4 februari 1805 i Vallecorsa, död 20 augusti 1866 i Rom, var en italiensk romersk-katolsk nunna och grundare av Kristi allraheligaste blods tillbedjande systrar år 1834. Hon vördas som helgon i Romersk-katolska kyrkan, med minnesdag den 20 augusti.
Maria De Mattias helgonförklarades den 18 maj 2003 tillsammans med Virginia Centurione Bracelli, Ursula Ledóchowska och Józef Sebastian Pelczar.

## Bilder
| - Monument över heliga Maria De Mattias i Vallecorsa. |

### Webbkällor
- Pettiti, Gianpiero. ”Santa Maria de Mattias, fondatrice” (på italienska). Santi e Beati. Arkiverad från originalet den 22 januari 2021. https://archive.md/mm0jD. Läst 22 januari 2021.
- ”Saint Maria de Mattias” (på engelska). CatholicSaints.Info. Arkiverad från originalet den 22 januari 2021. https://archive.md/yAdnB. Läst 22 januari 2021.